# Milan Štěrba
Milan Štěrba zvaný Bosňák (25. srpna 1973 Nové Město na Moravě – 17. března 2008 Gerešk Afghánistán) byl český voják, praporčík Armády České republiky a člen Útvaru speciálních operací Vojenské policie, který zahynul při vojenské operaci v Afghánistánu.

## Život
Vystudoval střední policejní školu v Brně. Po jejím ukončení působil u Policie České republiky. Po té nastoupil k Armádě České republiky, kde se vypracoval do Útvaru speciálních operací Vojenské policie. V jejich službách se účastnil několika vojenských misí. V roce 2003 zabezpečoval ochranu naší ambasády v Bagdádu a české polní nemocnice v Basře. Do Iráku se vrátil ještě jednou, v březnu 2005. Plnil zde úkoly spojené s misí MNSTC-1. V následujícím roce poskytoval ochranu českému veliteli mnohonárodní brigády v Kosovu. V rámci Mezinárodních bezpečnostních podpůrných sil od konce dubna v provincii Hilmand na jihu Afghánistánu spolu s dalšími 34 příslušníky kontingentu Útvaru speciálních operací Vojenské policie plnil úkoly na úseku ochrany určených osob a ochrany významných objektů. Dne 17. března 2008 jeho útvar zabezpečoval v okrese Gerešk v provincii Helmand dánský tým CIMIC (Civil-Military Cooperation - jednotka civilně vojenské spolupráce). V 9:30 se stali terčem sebevražedného atentátníka. Milan Štěrba byl smrtelně zraněn, stejně tak zahynuli čtyři dánští vojáci a tři civilisté. Českého kolegu Jiřího Schamse těžce poranila střepina na týlu a další český voják byl raněn lehce.
Milan Štěrba byl in memoriam povýšen do hodnosti poručíka. Při smutečním ceremoniálu mu byl udělen Záslužný kříž I. stupně in memoriam. Podle dostupných informací se jednalo o prvního českého vojáka padlého v bojové akci od konce druhé světové války.
Žil v obci Malá Losenice, byl ženatý, se svou ženou měl syna. 